# Hypolimnas dorippoides
Hypolimnas dorippoides är en fjärilsart som beskrevs av Aurivillius. Hypolimnas dorippoides ingår i släktet Hypolimnas och familjen praktfjärilar. Inga underarter finns listade i Catalogue of Life.